# Runaway 3: A Twist of Fate
Runaway 3: A Twist of Fate (укр. Runaway 3: Поворот долі) - пригодницька відеогра, розроблена іспанською компанією «Pendulo Studios» і випущена «Focus Home Interactive». Видавцем в Росії є компанія «Новий Диск». Гра вийшла 26 листопада 2009 р., російська локальна версія - 22 липня 2010

## Сюжет
Герой попередньої версії мертвий. Шість місяців тому він був заарештований і з'явився перед судом за вбивство полковника Кордсмайра на острові Мала (Гаваї). Проте судовий розгляд був припинений, коли виникли серйозні сумніви у його психічному здоров'ї, тому що він нічого не міг згадати про цей інцидент. Незабаром після цього герой гине при спробі втечі з психіатричної лікарні, де він був замкнений (так сказано в офіційних звітах). Але у Джини, головного героя гри, є підстави вважати, що істина абсолютно інша і вона не заспокоїться, поки не доведе цього.
У третій частині гри розкриваються відповіді на сюжетні запитання попередніх частин гри Runaway. Це також перша гра, де Джина грає головну роль. Цього разу вона так само важлива, як Брайан, і гравець отримує можливість грати за неї.

## Ігровий процес
Втікач: Поворот долі - це графічна пригодницька гра, керована за допомогою інтерфейсу point-and-click.

## Відгуки
Гра зайняла третє місце в номінації «Квест року» (2009) журналу «Ігроманія» і отримала від нього 8 з 10 балів.